# Jitro kouzelníků
Jitro kouzelníků: úvod do fantastického realismu (Matin des magiciens) je „záhadologická“ kniha francouzských spisovatelů Jacquese Bergiera (přírodovědec, chemik, odborník na sci-fi) a Louise Pauwelse (žurnalista). Francouzsky poprvé vyšla v roce 1960, anglicky 1963 a česky 1969 (v překladu Jiřího Konůpka). Kniha se populární formou věnuje okultismu, magii, tajným společnostem a jejich údajnému vlivu na vědu a společnost.
Z knihy čerpali a navazovali na ni další spisovatelé. Z českých to byl například Ludvík Souček nebo Jiří Novotný.
Autoři si kladou otázku, zda se současná věda jejich doby ubírá správným směrem a nepřehlíží (někdy i vědomě) fakta, která nedokáže vysvětlit. Velká část knihy pojednává i o nevyjasněných kapitolách v historii vývoje lidstva a skrytých či nedostatečně rozvíjených psychických silách člověka.
Autoři zde tvrdí, že příslušníci některých zaniklých civilizací nebo různých tajných organizací (např. rosenkruciáni a alchymisté) disponovali v minulosti řadou dnes zapomenutých znalostí a dokázali využívat psychických sil lidského mozku na daleko vyšší úrovni, než je tomu u člověka v současné době. Zároveň vyslovují přesvědčení, že lidstvo v brzké budoucnosti dospěje k výraznému vývojovému skoku, kdy bude využit především doposud dřímající potenciál psychické energie a síly. Domnívají se přitom, že někteří „probuzení“ jedinci již dnes žijí skrytě mezi námi a záměrně nedávají najevo své výjimečné schopnosti.

## Obsah
Kniha se skládá ze tří částí, které jsou obsahově značně odlišné a vzájemně na sebe nenavazují. Zároveň je v knize uvedeno několik úryvků z článků nebo spíše povídek, kterými autoři ilustrují své teorie.

### První část
Nejprve zde autoři popisují historii moderní fyziky, kdy se na konci 19. století zdálo, že vše podstatné již bylo vyřešeno, což však na prach rozmetala kvantová fyzika, teorie relativity a z nich odvozené kosmologické teorie nebo výzkumy v oboru subatomárních částic.
Autoři tvrdí, že rosenkruciáni již před několika staletími dospěli ke znalostem, které současná fyzika teprve pracně objevuje a to cestou duchovní bez pomoci složitých experimentálních přístrojů jako jsou cyklotrony a elektronové mikroskopy.
Podstatnou část věnují autoři alchymii, kterou popisují především jako duševní přeměnu alchymisty, který se za pomoci zdlouhavé a úmorné práce na přeměně hmoty v kámen mudrců sám dostává na vyšší duševní úroveň a je po své přeměně schopen ovládat své psychické síly. Zároveň uvádějí, že se podle nich v mnoha tisících alchymistických knih v různých světových knihovnách patrně skrývá popis mnoha důležitých objevů, které byly učiněny teprve nedávno nebo doposud nebyly objeveny vůbec. Důvodem, proč jsou tyto znalosti stále pouze ve zmíněných knihách je jednak fakt, že značná část těchto knih nebyla doposud vůbec prozkoumána a v neposlední řadě také skutečnost, že staří alchymisté popisují své objevy a postupy zašifrovaně pomocí různých jinotajů a opisů, takže ani odborník často není schopen po prvním přečtení odhalit skryté tajemství textu.
Podle tvrzení autorů knihy existovaly v minulosti dnes již zapomenuté civilizace, které disponovaly znalostmi v oboru jaderné fyziky a byly schopny vyrobit nukleární zbraně. To bylo také příčinou jejich zkázy a dnes se útržky vzpomínek na tuto dobu objevují v starých legendách a bájích o pohádkových bytostech a obrech.

### Druhá část
Hlavním tématem druhé části knihy je doposud ne zcela objasněný a málo prozkoumaný psychický stav Adolfa Hitlera v Německu za 2. světové války. Podle tvrzení autorů knihy byl Hitler mimořádně silně ovlivněn okultismem a vírou v existenci nové nadřazené lidské rasy, která se má zrodit právě v germánském prostředí a ujmout se vlády nad světem. Hitler věřil, že jeho úkolem je umožnit nástup vlády této nové rasy, která bude mít naprosto nové schopnosti a bude ovládat doposud nepoznané síly ducha. Sám prý byl několikrát těmito bytostmi navštíven a měl před nimi neuvěřitelný respekt.
Autoři dále tvrdí, že Hitlerovy halucinace měly i velký praktický dopad na průběh válečných bojů. Hitler prý uvěřil i tvrzení části árijských „vědců“ o tzv. dutozemi, tedy tvrzení, že Země ve skutečnosti neobíhá kolem Slunce, ale je dutá a Slunce je uzavřeno uvnitř této dutiny. Zcela paradoxně a nelogicky zároveň věřil, že podstatou fungování Vesmíru (zahrnujícího vnější kosmický prostor v našem běžném slova smyslu) je věčný boj mezi ohněm a ledem. Díky víře v podobné, navíc vnitřně rozporné, nesmysly pak učinil Hitler řadu jinak těžko vysvětlitelných strategických rozhodnutí, která často pomáhala spojeneckým armádám v boji.
Hitler prý také bezmezně věřil výrokům svých astrologů a například katastrofa jeho ofenzívy v Rusku a porážka německých armád u Leningradu byla z velké části zapříčiněna astrologickou předpovědí, že celé území Sovětského svazu bude obsazeno ještě před příchodem zimy a němečtí vojáci proto nebyli na tuhou ruskou zimu vůbec materiálně vybaveni.

### Třetí část
V poslední části knihy se autoři zabývají současným stavem lidské civilizace. Hlavním tématem je tu možná existence a probuzení doposud utajených psychických sil lidského mozku. Dalo by se tak říci, že normální člověk vlastně tráví celý život spánkem, ať již přirozeně nebo ve zdánlivě probuzeném stavu. Autoři píší, že ve skutečnosti ani bdělý člověk prakticky nepoužívá 90 % své mozkové kapacity a při využití pouhých 10 % schopností mozku svůj život vlastně „prospí“.
Autoři zde tvrdí, že žijeme v době, kdy dochází k revoluční přeměně využití kapacity lidských psychických sil. V populaci se objevuje výrazně vyšší podíl geniálních dětí a osob se zvláštními duševními schopnostmi. Tento stav je počátkem přeměny lidské rasy na vyšší kvalitativní úroveň, kdy nový člověk bude schopen plně využít svých dispozic a ovládnout síly, které dnes ani neznáme.
Podle autorů knihy je silně pravděpodobné, že již dnes žije mezi námi celá řada těchto nových „probudilých“ lidí, kteří však své znalosti a schopnosti nedávají najevo a komunikují především mezi sebou navzájem. Při styku s „normálními“ lidmi své mimořádné schopnosti tají.